# Hi-Vision
Hi-Vision是日本放送協会（NHK）商標所有，日本的高解析度電視放送（High Definition television/HDTV）的暱稱。

## 概要
與NTSC標準電視放送時相比，其掃描線達2倍以上，因此有更精細的影像表現。畫面長寬比為符合人的視野，因此較標準（4:3）比例更寬，達到16:9的寬度。
日本在2008年時有兩種放送規格。衛星放送（BS/110度CS）的數位高畫質衛星電視（ISDB-S）與數位高畫質地上波電視（ISDB-T）。另外，BS類比高畫質電視（MUSE）於2007年9月30日停止放送。

## 類比高畫質電視
類比高解析度電視正式的研究，是在東京奧運會後由NHK放送技術研究所開始。1972年，於國際電氣通信聯合（ITU-R，當時稱為CCIR）提出此規格。
1980年代，由於有攝影機、高解析度CRT顯示器、卡式錄影機、編集制作機器等可對應高解析度訊號機器的開發，因此開始進行實用化，高解析度的暱稱也從此時開始出現。1982年由於使用數位技術使頻寬壓縮，發明了以衛星放送的收發1波段傳送頻寬來進行類比放送的MUSE系統（Multiple Sub-Nyquist-Sampling Encoding system），使用此方式的BS放送於1989年開始進行時驗放送，而於1994年開始進實用化的試驗放送。
NHK為了讓其自行開發高解析度技術與MUSE系統成為統一HDTV世界的規格，因此使用「高清晰電視」的英文"High Definition Television"來積極進行歐美區的標準化活動。

### 類比高畫質電視概要
- 長寬比： 16:9
- 總掃描線：1,125條/有効1,035條
  - 1條線中有効有效畫素數量:由於其1,920（總畫素:2,200）個畫素並非呈正方形，因此對於電腦動畫上有相容性的問題，且對於好萊塢的後製工作的影響也很大，這也是美國廣播業無法接受MUSE方式的原因之一。而後來的數位高解析度電視的總掃描線為1,125條/有効1,080條的正方形畫素。
  - 考慮到PAL、SECAM、NTSC的轉換，與電腦動畫(CG)的相容性，有效掃描線數才會變成超過1,024條。
- 隔行掃描比：2:1
- 毎秒顯示張數：60.00
  - 不使用System-M/NTSC轉換的59.94 (60*1000/1001)而是60.00，這是考慮到59.94雖然可以方便跟周波數為50.00Hz的PAL體係進行的轉換，但與NTSC進行聯播時有困難，反而會妨礙了在NTSC體系推廣MUSC方式的普及的緣故。之後出現的數位高解析度電視則為59.94。

### MUSE方式的概要
- 影像格式
  - 壓縮掃描線：1,032條
  - 原始採樣頻率：44.55MHz
  - 傳送採樣頻率：16.2MHz
  - 時間軸亮度壓縮率：12:11
  - 時間軸色差壓縮率：4:1
  - 色差多重方式：多重時間軸壓縮 (TCI)
  - 壓縮方式：場間、幀間、線間的補償採樣方式
  - 動態向量補正：水平±16採樣（32.4MHz clock）／幀、垂直±3條／場
  - 同步信号：數位幀脈衝型、正極同步
  - 基頻頻寬：8.1MHz（-6dB）
- 聲音格式
  - 多重化方式：於垂直歸線期間3種多重基頻
  - 模式：48kHz 16bit（2ch）／32kHz 12bit（4ch:3-1 立體聲）
  - 聲音壓縮方式：差值編碼 DPCM
  - 聲音錯誤控制：BCH SEC DED
- 關於BS傳送調變方式
  - 重音：非線性重音、增益9.5dB
  - 調變極性：正極性
  - 頻率偏移：10.2MHz p-p
  - 佔有頻寬：27MHz

HDTV基頻影像信號頻寬為30MHz，但日本衛星放送使用到最大的頻寬為27MHz。由於調變方式為FM方式，因此可供傳送的基頻信號頻寬為原本的1/3，即為9MHz，所以必須進行影像的壓縮。使用MUSE方式時，1個畫面的採樣大小可減為畫素數量的一半，總畫素數量的1/4。4個畫面就可以將全畫素位置進行採樣，不過以圖樣來看各畫面間排列方式為千鳥格子狀，也稱作quincunx sampling。
在静止畫面時會以先前採樣的內容進行補正，在變動畫面時也會依據穩定動作時傳送的向量資料進行動態補償，使其能維持穩定的高解析度影像。雖然在無法得到動態向量資料時會使解析度下降，但人眼在看移動物體時眼力會下降，所以並不會有太大的問題。顏色訊號也使用同樣的採樣處理後，進行時間軸壓縮。這樣製作而成的採樣值以類比方式進行傳送。另外MUSE與視聽規格BTA S001在色彩矩陣上不同，其差異處如下。
- 視聽規格（BTA S001）：Y=0.701G+0.087B+0.212R
- MUSE方式：Y=0.588G+0.118B+0.294R

聲音信號在A採樣模式（採樣頻率）32kHz 量化字長12bit（4ch:3-1 stereo方式）／B採樣模式48kHz量化字長16bit（2ch）因差值編碼DPCM（Differential PCM）會減低傳送率，A模式下15bit可減少8bit、B模式則16bit可減少11bit。bit量的減少在DPCM編碼時使用當地解碼來測定偏差值，根據變化量使用名為Rang Bit的圖表中得出對應值，並以此值來對分級後的聲音進行傳送量的減少。經此處理後的聲音傳送率為1350kbps。DPCM使用採樣資料的差值進行傳送，因此在遇到因傳送管道發生障礙而引起的錯誤時，因誤差的累積會使先前的訊號無法正確再現。為了減輕此情形而使用了Leak值來代表與先前差分信号的積分值。使用Leak值可以除掉因後續聲音資料累積時產生的誤差。這些數位資料中加入了定正錯誤的編碼，有排除因傳輸管道異常而產生的刺耳雜音的功能。此聲音傳輸編碼方式名為DANCE（DPCM Audio Near-instantaneous Compressing and Expanding）。
MUSE在MPEG系列普及為數位傳送使用之前，曾被考慮過利用來作為地上HDTV放送使用，而有了掃描線減為720條、頻率降到9.72MHz的窄頻Narrow MUSE，也曾有放送局以傳送為目的使用的技術MUSE-T。

### 關於類比高畫質電視（試験放送）
以NHK為中心開發的高畫質電視「Hi-Vision」進行實用化，自1989年6月1日到1991年11月24日期間於NHK衛星第2電視台的14:00～15:00（大相撲開賽時為17:00～18:00）與星期日深夜（未到周一清晨）的1:00（原則）～5:00時間段進行「實驗撥放」（正式名稱微技術實驗）。
1991年11月25日到1994年11月24日為止，「高解析度試驗放送」以高解析度普及協會所屬代號JO2C-BS-TV，放送使用類比BS-9ch的各電視台與影音業者製作的高解析度節目（剛開始1天放送7～8小時，而後漸漸延長）。1994年11月25日開始在同頻道類比BS-9ch更近一步的推行「實用化試驗放送」，一天內至少放送10小時高解析度節目，NHK與民間各電視台（星期三除外）每天輪流交換放送節目（不定期的會有各單位共同制作的節目）。而且當時NHK以掃描線的條數為紀念，稱11月25日為“高解析度日”，進行普及活動。
- 毎日：NHK（夏季高中棒球開打期間除外星期三全天、其他天數1天5小時左右。廣播代碼：當時為JO341-BS-HDTV→1997年開始JO241-BS-HDTV ，以下的變更時間皆同）
- 星期一：東京電視（廣播代碼：JO347-BS-HDTV→JO247-BS-HDTV）
- 星期二：日本電視放送網（廣播代碼：JO343-BS-HDTV→JO243-BS-HDTV）
- 星期四：WOWOW（廣播代碼：JO342-BS-HDTV→JO242-BS-HDTV）
- 星期五：TBS電視（廣播代碼：JO344-BS-HDTV→JO244-BS-HDTV）
- 星期六：朝日電視（廣播代碼：JO346-BS-HDTV→JO246-BS-HDTV）
- 星期日：富士電視（廣播代碼：JO345-BS-HDTV→JO245-BS-HDTV）
- 夏季高中棒球開打期間：朝日放送（廣播代碼：JO348-BS-HDTV→JO248-BS-HDTV）

※廣播代碼的變更是由於1997年時發信衛星由百合3号b衛星改變為BSAT-1衛星造成的。

※地面民營電視台與現在的BS數位放送不同，由於與地面放送皆為同一個法人進行營運，因此只要提出受信報告書就能經由東核心局取得的全日本各地的受信確認證（此認證與地面電視放送的相同）。
2000年12月1日BS數位放送開始，核心局也經由關係公司開始進行獨立放送，因此以MUSE進行的類比高解析度電視放送只剩NHK聯播的高解析度放送（廣播代碼：JO24-BS-HDTV）。而此放送也於2007年9月30日（正確時間應於10月1日凌晨1點）結束。
另外，要享受BS類比高解析度放送需要BS類比調頻器與裝有MUSE解碼器的高解析度電視，或有單獨連接調頻器與解碼器的高解析度電視。此外，內含BS類比單體調頻器或是內附BS類比調頻器的電視與收音機在與MUSE-NTSC轉換器（M-N轉換器）或MUSE解碼器在接上AFC後進行搜尋就能進行收視（但畫質為一般）。在舊有4:3比例的電視上使用的話出現黑邊或是影像會被切割掉。

## 數位高畫質電視

### 概説
NHK以推動Hi-Vision作為世界統一的規格為目標，持續積極的在歐美進行標準化活動，但因政治上與其他種種的理由，日、美、歐的HDTV廣播發展各有各的規格。
另外由於美國進行數位HDTV的開發，在歐洲也跟進後日本也開始推行數位廣播（→數位電視廣播）。
因此現行的HDTV類比放送BS高解析度電視放送在2007年9月末，於其使用的BSAT-1放送衛星壽命結束後停止放送。
此外即使是數位HDTV，在基頻的影像制作與轉換上，由於有專為類比數位電視開發的技術，在類比時代制作製作的高解析度HDTV素材可以經簡單的處理後在數位高解析度電視上放送。
- 在與類比高解析度電視中MUSE方式之間，基頻訊號有以下幾點較大的差異。
  - 畫面頻率：MUSE:60.00Hz/Digital HDTV:59.94Hz
  - 有効掃描線：MUSE：1,035條/Digital HDTV:1,080條
  - 時間碼：MUSE:NDF/Digital HDTV:DF

在這些差異點下，過去的素材在活用時會有轉換上的問題。

### 數位高畫質電視放送
日本在數位高畫質電視放送的規格是以ISDB進行訂定與應用。衛星放送則是ISDB-S，地面放送則是稱為ISDB-T。ISDB並非指有包含數位高畫質放送的所有電視放送規格，即「ISDB＝高畫質」是不正確的，實際上ISDB也包含了舊有的標準畫質的放送規格。畫質（與解析度不同）與傳送率有關，隨傳送測（廣播局）事前設定不同有所變化。傳送率的變更（不同）是因為實際上在放送時會根據每個頻道（播放局）的狀況不同，經統整後設定運用上各有不同。舉例來說，每個節目或廣告的傳送率在一般的情形下是不進行調整的。但影像的解析度有變化(差異)時，為了維持一定的播放品質，此影像再儲存與傳送時傳送率會進行必要的調整，因此不會出現解析度不同的情形（也就是說高畫質與標準畫質、舊有畫質的影像其必要的紀錄率與傳送率是不同的）。
- BS數位衛星放送中除一部份頻道外皆為高畫質放送。
- CS數位(Skyper!e2、Shop channel)僅有一部分節目有高畫質放送。Skyper（東經124･128度）也於2008年10月導入了部份高畫質節目。
- 地面數位高畫質電視放送中也有一部分並非高畫質節目。
  - ※在BS數位放送會將原本以標準畫質進行錄影的節目進行縮放處理（將標準畫質的影像進行解析度轉換使其能作為高畫質信號進行放送）後進行放送。若此節目以16:9畫面進行播放時，中央4:3部分的將顯示原本的畫面，而兩旁則為附屬資訊欄。但是此放送信號在4:3畫面下觀看時，若電視台沒有付加4:3畫角情報時回出現雙邊黑邊畫面。在有附加4:3畫角情報時會將影像放大，使畫角情報消失僅留下4:3全螢幕畫面。
  - ※除以上提到的情形外若將16:9比例的節目放到4:3比例的標準電視上時，畫面會被裁切（兩邊切掉使比例成為4:3），或上下出現黑邊。在顯示比例上若是黑邊技術是16:9，邊緣裁切技術時為14:9或13:9。使用何種方式依電視功能而定。

## 高畫質電視放送的種類、形式、放送規格
需注意高畫質電視會因電視（播放機器）的顯像方式（映像管、液晶螢幕、電浆電視、內投影電視等、放送規格（類比、數位）有規格上的不同。

### 影像的顯示方式
- 液晶螢幕、電浆電視等為固定畫素方式的情況下垂直像素数650以上為高解析度電視的條件（JEITA定義）。
- 數位高畫質放送的解析度為1920×1080（寬×高、正方形畫素）或是1440×1080（並非是為了得到像類比時代一樣的16:9畫面而故意拉寬，而是原本其畫素就是寬型畫素）為主流。解析度為1366×768或1280×720的面板也被稱為是高解析度面板，但在顯示1080i畫面時其解晰度會因縮放處裡而大約減少一半。在解析度超過1920×1080以上的面板時，可以不進行縮放而將1080i訊號以點對點（Dot by Dot）方式進行顯示（在一般情形下預設值是進行過掃描，因此使用者必須自行進行點對點設定的選擇）。這類型面板或是採用此類型面板的機種大多會加上Full、Full HD、全高清等名稱。因為有「光看解像度就能稱為全高清嗎？」等意見，所以目前還沒有定義出統一的名稱。
- 映像管方式時，1125i（有効掃描線1080i），或是750p（有効掃描線720p）實可稱為高解析度電視（JEITA定義）。但是民用映像管電視其電子線在高精度且長時間掃描的情形下很難維持其效果，一般會進行過掃描處理。因此顯示的影像其上下左右都有部分會超出螢幕範圍，實際上看到的畫面只有原始畫面的8、9成左右（在1080i時，有時實際上顯示出的掃描線只有900條左右）。
- 顯示區域因製造業者不同而異，即使同一業者其產品也不一定會統一規格。此外同一台電視有時也會因顯示影像亮度的不同，顯示區域有很大的變動。另外映像管的數量並不一定就代表了橫向解析度。
- 關於電視的名稱
  - 搭載可完全解碼解析度1125i或750p訊號的數位調頻器，並可以完整顯示其畫面時稱為「數位高解析度電視」。
  - 雖然有搭載數位調頻器，但無法完整顯示其畫面時，只能稱為「數位電視」。有時即使面版解析度為640×480，有搭載數位調頻器就被叫作數位高解析度電視，這是錯誤的（商店傳單廣告上常會有此錯誤的解釋）。
  - 雖然沒有搭載數位調頻器，但能顯示高解析度畫面時、一般使用「數位高解析度對應電視」這種容易令人誤解的名稱。

### 類比、數位放送規格
即使總掃描線都是1,125條，放送局傳出的影像其有效掃描線在類比放送是1,035條（1035i），而2000年12月1日開始的BS數位放送則是1,080條（1080i）。除有効掃描線以外的差異還有BS類比高解析放送（MUSE）、衛星放送（BS/110°CS）的數位高解析放送(ISDB-S)、地面數位高解析度放送（ISDB-T）等不同。（CS數位放送（Skyper!e2）其總掃描線數720條（720p））。
由於有這些規格上的同，電視製造業者聲明在1999年以前由於數位高解析度放送規格還沒定出，類比高解度電視無法對應數位高解析度調頻器。實際上數位高解析度調頻器上經由「1125i固定」（即使是標準画質也全轉換成1125i）的設定，可以讓類比數位高解析度電視經由色差端子來接收由1125i固定轉換的影像。但是由於類比高解析度電視掃描線如同前述的較少，無法調整成能夠顯示完整的原始畫面。
已經全面廢止類比廣播的國家和地区除日本（2011年7月24日）外，還有韓國（2012年12月31日）、臺灣（2012年6月30日）、義大利（2012年7月4日）、荷蘭（2006年12月11日）、英國（2012年10月24日）、美國（2009年6月12日）皆以停止發送類比廣播訊號。